# The Sun Makers
The Sun Makers (Les Faiseurs de Soleil) est le quatre-vingt-quinzième épisode de la première série de la série télévisée britannique de science-fiction Doctor Who. Il fut originellement diffusé en en quatre parties du 26 novembre au 17 décembre 1977.

## Accroche
Le TARDIS atterri sur Pluton et le Docteur est étonné de voir que celle-ci est habitée et éclairée par des mini-soleils. Lui, Leela et K-9 découvrent que les êtres humains se sont exilés de la Terre afin de s'installer sur Pluton sans qu'aucune raison valable ne leur soit donnés. Le Docteur et Leela découvrent une société de rebelles vivant dans les sous-sols et tentant de résister au dirigeant de la Compagnie, le Collecteur.

## Distribution
- Tom Baker — Le Docteur
- Louise Jameson — Leela
- John Leeson —  Voix de K-9
- Henry Woolf — Le collecteur
- Richard Leech — Gatherer Hade
- Jonina Scott — Marn
- Roy Macready — Cordo
- David Rowlands — Bisham
- William Simons — Mandrel
- Adrienne Burgess — Veet
- Michael Keating — Goudry
- Carole Hopkin — Infirmière
- Derek Crewe — Synge
- Colin McCormack — Commandant
- Tom Kelly — Garde

## Résumé
Le Docteur atterri par erreur sur Pluton, mais contrairement à ce qu'il s'y attendait, la planète semble être éclairée par six soleils artificiels et les êtres humains ont abandonné la Terre pour y résider. Le Docteur et Leela assistent à la tentative de suicide d'un fonctionnaire, Cordo, et lui sauvent la vie. Cordo leur raconte que les taxes de la Compagnie lui rendent la vie impossible depuis la mort de son père et leur explique brièvement que la planète est entièrement dominée par la colonie et son chef, le Collecteur. Se trouvant dans un lieu interdit, ils sont chassés par les Gatherer, les gardes de la colonies et sont obligés de se réfugier dans les sous-sols de la ville et de demander l'asile aux renégats qui y vivent. Ceux-ci sont dirigés par Mandrel, un chef incompétent et violent qui voit leur arrivée d'un mauvais œil.
Gardant Leela en otage, Mandrel demande au Docteur d'extraire de l'argent pour eux à partir d'une carte magnétique falsifiée. Ce que le Docteur ne sait pas c'est que tous les couloirs de la ville sont surveillés par Hade, un « Gatherer » intrigué par le TARDIS, qui a réussi à retrouver la trace du Docteur en suivant K-9. Lorsque le Docteur tente de retirer de l'argent, il est gazé et emmené en rééducation. Là, il y croise Bisham, un homme qui a découvert que la ville est entièrement plongé dans un gaz invisible destiné à calmer la population. Le Docteur n'étant pas revenu, Mandrel tente d'exécuter Leela mais elle réussit à se défendre et à prendre le dessus sur les renégats. Elle décide avec Cordo, d'organiser une expédition pour sauver le Docteur.
Promis à l'exécution, le Docteur parvient à trafiquer le tableau de sorte à électrocuter leur bourreau. À sa grande surprise, Hade l'emmène dans son bureau, lui donne son argent et le libère, prétextant une erreur dans les fichiers. Le Docteur retourne prévenir Mandrel, mais il pense que celui-ci veut les amener dans un piège et l'accuse de traîtrise. De son côté, Leela pénètre le centre de conditionnement après le départ du Docteur et libère Bisham. Hélas, au cours du chemin du retour, Leela sera arrêtée et conduite auprès du Collecteur, un petit homme chauve au corps grotesque. En apprenant que Leela va être condamnée à mort, le Docteur, K-9, Cordo et Bisham parviennent à convaincre Mandrel de déclencher une rébellion.
Ensemble, ils réussissent à saboter les conduites de gaz et à pousser les autres travailleurs à rejoindre leur mouvement. Le Docteur parvient à sauver Leela d'une exécution publique. La révolte gronde, Hade est poussé dans le vide par une foule de citoyen et sa subordonnée, Marn rejoint la révolution. Le Docteur et Leela parviennent dans le bureau du Collecteur et le Docteur l'interroge. Il découvre que celui-ci vient de la planète Usurius et est en réalité un champignon venimeux ayant pris forme humaine. La Compagnie a racheté la Terre pour son profit, puis Mars, puis Pluton, déplaçant les êtres humains et leur faisant vivre une vie d'esclaves consentant à chaque étape. Le Collecteur est arrêté avant qu'il ne réussisse à gazer la planète et sous le choc d'une banqueroute, reprend sa forme initiale de champignon. La rébellion a réussi à et le Docteur conseille aux humains de repartir sur Terre, une planète qui devrait être devenue habitable.

### Continuité
- Leela parle de sa tribu des Sevateem, vus dans « The Face of Evil » et l'ordinateur de la compagnie arrive correctement à découvrir l'étymologie de ce nom. Les Usuriens semblent connaître les seigneurs du temps, dont la planète Gallifrey se trouve sur leurs bases de données. D'ailleurs celles-ci condamnent le Docteur pour faits de violences économiques.
- Lorsque Mandrel demande au Docteur de parler, celui-ci commence à lui raconter la même histoire qu'il a raconté à Sarah Jane Smith dans « The Android Invasion ».
- Le Docteur se dit déçu par sa mise à prix, le Droge de Gabrielides ayant autrefois offert un système solaire entier pour sa capture.